# Galette de pommes de terre
La galette de pommes de terre est une spécialité culinaire à base de pommes de terre râpées, généralement frites à la poêle. Les recettes en sont multiples selon les régions ; elles peuvent associer des œufs et des lamelles d'oignons ou d’autres ingrédients. La galette peut être recouverte de diverses sauces, aigres (avec diverses sortes de fromages) ou douces, (coulis de pommes avec ou sans cannelle) et confectionnée à partir de pommes de terre pelées, coupées, ou accommodées en brunoise, ressemblant alors fortement aux hash browns (en) américains.

## Variantes

### France

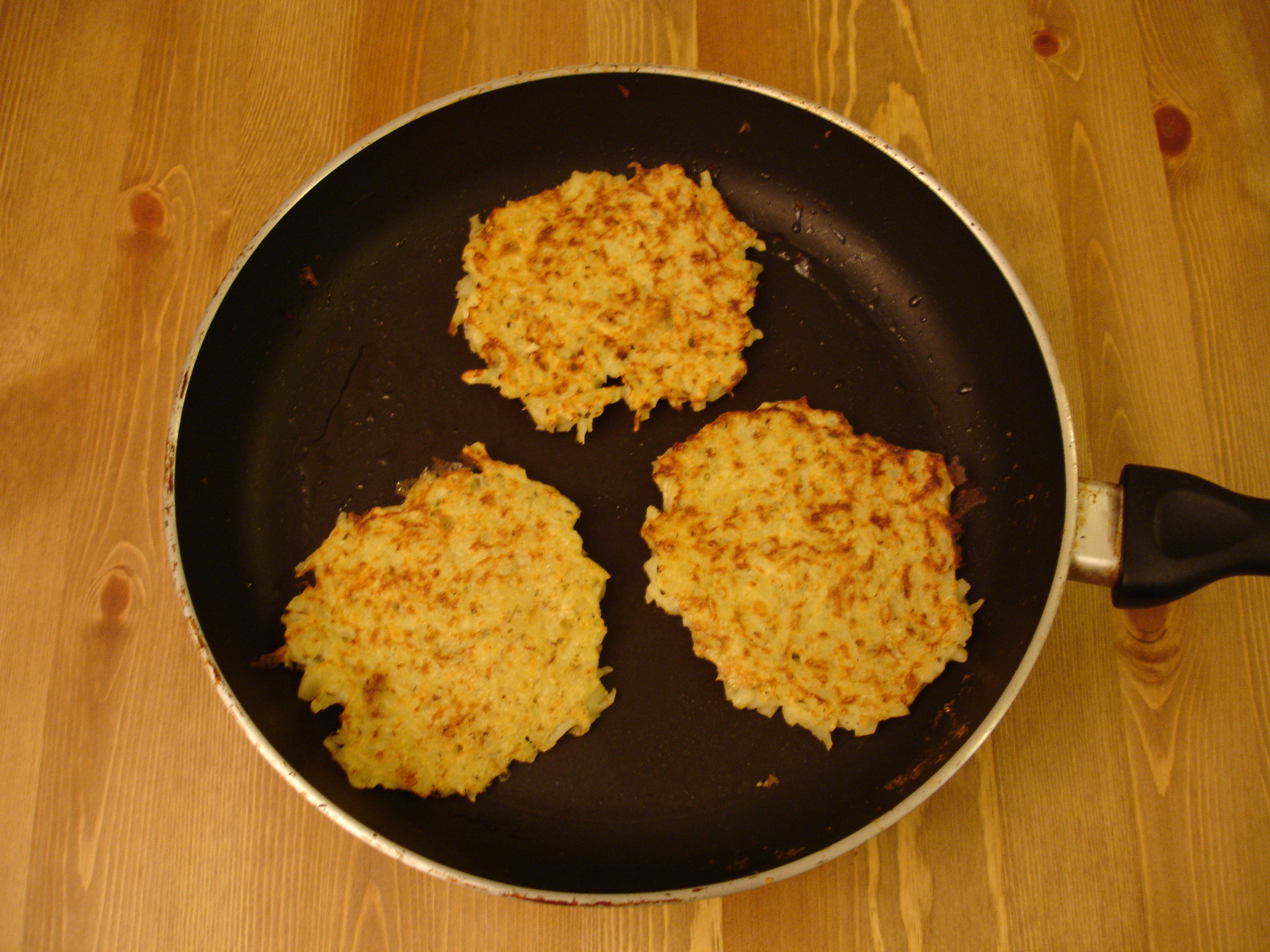
Galettes de pommes de terre.

Dans la cuisine française, on émince finement les pommes de terre pour en faire des galettes, et les sauces aigres font plus souvent partie des ingrédients que de la garniture. Selon les régions, la galette prend différents noms : dans la Loire et une partie de la Haute-Loire, ainsi que dans le Morvan, on appelle ces galettes de pomme de terre, des « râpées de pomme de terre » ou plus simplement « râpées ». Dans le Vivarais, ces mêmes galettes s'appelleront des criques (plus souvent aux œufs que leurs cousines de la Loire).
À Russ, dans la vallée de la Bruche en Alsace, la galette de pomme de terre se nomme « totsche » ; il existe une fête de la totsche. Globalement, la galette de pommes de terre est un plat très répandu dans le massif des Vosges. En Moselle germanophone, elle est appelée grùmbèrrekììschle et grùmbèrreponnkùùche en francique rhénan, Gromperkicheln dans la région de Boulay et Gromperpankech ou Gromprepankech dans la région de Thionville. Dans le Pays Haut, les galettes de pommes de terre (râpées crues) sont nommées « vautes aux patates ». Dans les Hautes-Vosges, on la nomme « beignet râpé » ou tout simplement « râpé » : c'est un plat familial servi avec de la salade verte. La version traditionnelle est sans œufs, ni liant quelconque. Aujourd'hui, il fait partie des cartes des fermes-auberges sur les crêtes des Vosges pour les touristes.
Il ne faut pas confondre la galette de pommes de terre avec la galette aux pommes de terre, spécialité du Berry à base de pâte feuilletée, de purée de pomme de terre, de beurre et de faisselle. Celles-ci sont consommées comme entrée, coupe-faim ou pour l'apéritif.

### Reste de l'Europe
En Gaume, en Belgique, la galette est constituée de restes de pommes de terre cuites à l'eau, la veille, écrasées et frites dans du saindoux ; elle se mange traditionnellement sur du pain de seigle ou d'épeautre, au déjeuner. Au Luxembourg, la galette de pomme de terre se nomme Gromperekichelcher. Elle est majoritairement dégustée lors de la Schueberfouer, mais aussi dans de nombreux restaurants et sur toutes les fêtes et kermesses.
En Rhénanie, Allemagne, où elle est une spécialité locale que l'on retrouve sur les marchés, kermesses, etc., la galette de pomme de terre s'appelle également Reibekuchen, Reiberdatschi, Kartoffelpuffer ou en version dialectale Rievkooche (autour de Cologne) ou Grumbeerekiechle (Rhénanie-Palatinat).
La galette de pommes de terre se retrouve également en Pologne, sous le nom de placki ziemniaczane, « beignet de pomme de terre ». On la sert souvent avec le goulash hongrois épais et épicé ; cette variante s'appelle placki po węgiersku, « la galette hongroise ». La galette de pommes de terre se retrouve également en Slovaquie, sous le nom de zemiaková placka, « galette de pomme de terre ». Voyez aussi les lokše, crêpes à base de pommes de terre. La galette de pommes de terre se retrouve également en République tchèque, sous le nom de bramborák, mot dérivé de brambor (« pomme de terre »).
En Biélorussie, les draniki (biélorusse : дранікі, litt. « râpés »), galettes frites de pommes de terre enfarinées qu'on mange souvent accompagnées de crème fraîche et d'une sauce aux champignons, sont considérés comme un plat national.
En Suède, deux formes existent : rårakor, assez voisine de la précédente, et raggmunk (beignets chevelus, du fait des pommes de terre pelées), préparée en les battant avec de la fleur de farine, du lait, des œufs et en les faisant frire sous forme de minces crêpes, consommées avec du lard frit et/ou de la confiture d'airelle rouge.

### Suisse

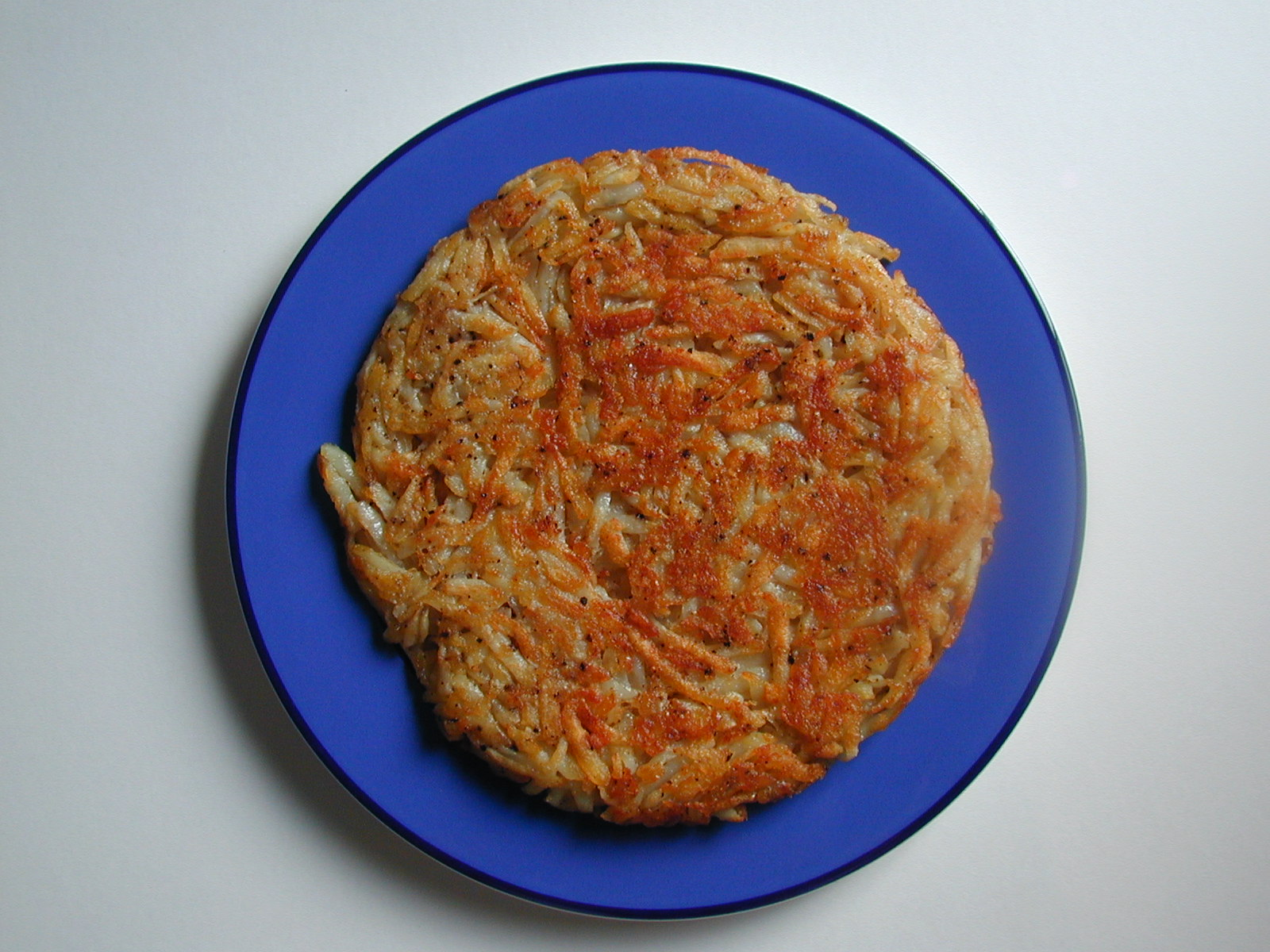
Assiette de rösti suisse.

En Suisse, elle s'appelle le rösti, et se distingue des précédents, particulièrement des latkes, par l'absence d'œufs ou d'ingrédients liants dans sa composition. On l'assaisonne souvent avec du thym. Le rösti est en revanche plus gros qu'une simple galette. Il a la taille de la poêle utilisée. Plat souvent servi dans les refuges et fermes-auberges suisses, il est agrémenté d'un œuf sur le plat déposé dessus et accompagné d'une salade verte.
Dans le canton des Grisons, en Engadine, district de Valsot, on pratique une variante au four nommée plain in pigna en romanche vallader. La masse de pommes de terre râpées est étalée sur une plaque aussi finement que possible, puis mise au four pendant une heure à 180 °C jusqu'à ce que cela produise une couche très croustillante. Avant de servir, on parsème de flocons de beurre pour rehausser le goût.
Dans la même région, mais cette fois à la poêle, on prépare des micluns. Dans la version de Rutitsch, il faut mélanger des pommes de terre, déjà cuites et râpées finement, avec de la farine et du sel. La forme et la taille rappellent également le rösti car on ne fait pas de petites galettes. L'autre caractéristique consiste à réduire le thermostat et à faire dorer très lentement pendant une heure en retournant très souvent la grosse galette.

### Canada
En Acadie, au Canada, on associe la pomme de terre à la morue fraîche, en y ajoutant œuf, oignon et persil ; cette préparation est proposée au Village historique acadien.

### Corée

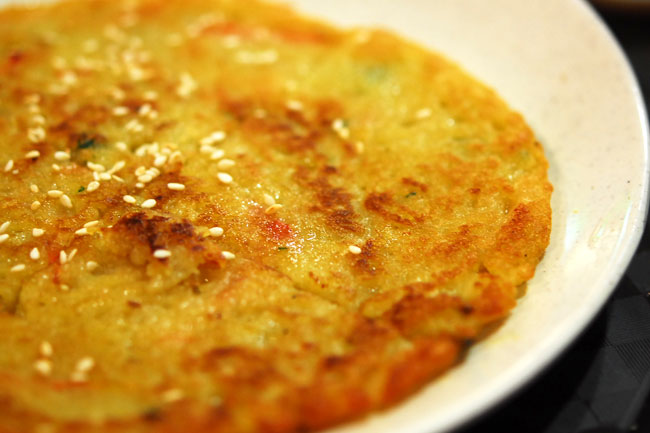
Une assiette de gamjajeon de Corée.

En Corée, les galettes de pommes de terre s'appellent gamjajeon (감자전). Comme ailleurs, elles varient de région en région. La variété de la ville de Jeonju se fait pratiquement avec les mêmes ingrédients et la même méthode que les grumbeerekiechele alsaciens, sauf que souvent la farine de blé est remplacée par de la fécule de pomme de terre. Si le dessus de la galette est décoré de petits piments, la touche coréenne est plus marquée.

### Israël
La galette de pommes de terre appartient à la tradition culinaire juive ashkénaze où elle est connue sous le nom de latke (yiddish : לאַטקע, plur. latkes, לאַטקעס ; peut être prononcé laht-kehs ou laht-kès, en fonction du dialecte régional et/ou familial) et appelée leviva en Israël. Elle est frite dans l'huile à la poêle. De nombreuses variantes existent : au fromage, aux pommes, aux courgettes, aux épinards, au riz, etc. Les latkes sont habituellement préparés et dégustés sans garniture, traditionnellement lors de la fête de Hanoucca, bien qu'ils n'y jouent pas de rôle rituel fondamental, pas plus que les soufganiyot depuis le milieu du XIXe siècle. Toutefois, ces deux plats, frits à l'huile, d'olive de préférence, visent à commémorer indirectement le miracle de la fiole d'huile sans laquelle la nouvelle inauguration du Temple n'aurait pu se faire proprement, selon la tradition rabbinique.